# Konrad Bukowiecki
Konrad Bukowiecki (né le 17 mars 1997 à Szczytno) est un athlète polonais, spécialiste du lancer du poids.

## Biographie
Cinquième des championnats du monde cadets 2013, à Donetsk, il remporte l'année suivante la médaille d'or du lancer du poids lors des championnats du monde juniors d'Eugene, aux États-Unis, avec la marque de 22,06 m. Il remporte la médaille d'or lors des Jeux olympiques de la jeunesse de 2014 à Nankin.
Le 24 janvier 2015, il bat le record du monde junior du lancer du poids en salle avec un jet à 22,38 m. Le précédent record était détenu depuis 2009 par l'Allemand David Storl, avec 22,35 m.
Le 16 juillet 2015, il devient champion d'Europe junior à Eskilstuna en battant le record des championnats.
Le 19 mars 2016, Bukowiecki échoue au pied du podium des championnats du monde en salle de Portland avec une marque de 20,53 m puis aux championnats d'Europe d'Amsterdam (20,58 m). Deux semaines plus tard, il est de nouveau sacré champion du monde junior au lancer du poids, lors des mondiaux à Bydgoszcz et se classe 5e du lancer du disque. Mais testé positif à l'higénamine, il est disqualifié des deux épreuves par l'IAAF.
Le 17 janvier 2017, alors qu'il participe à un stage à Potchefstroom en Afrique du Sud, Bukowiecki participe à une compétition de poids et établit la meilleure performance mondiale de l'année à 21,17 m, marque étant également un record national espoir.
Il améliore cette marque à l'occasion des Championnats d'Europe en salle de Belgrade le 4 mars avec 21,97 m, où il remporte le titre à 19 ans. Le 15 mai 2017, il porte son record personnel en plein air à 21,51 m.
Le 23 août 2017, il décroche la médaille d'argent de l'Universiade à Taipei avec 20,16 m.
Le 15 février 2018, lors de l'ultime étape du circuit mondial en salle de l'IAAF, Bukowiecki bat Tomáš Staněk en réalisant un jet à 22,00 m, record de Pologne. Il devient le onzième athlète de l'histoire à dépasser cette barrière en salle. Le 3 mars, il termine 8e des championnats du monde en salle de Birmingham avec 20,99 m.

## Vie privée
Il a entretenu une relation amoureuse avec la jeune sprinteuse Ewa Swoboda d'août à décembre 2016.

## Palmarès
| Date | Compétition                             | Lieu                               | Résultat | Épreuve | Marque  |
| ---- | --------------------------------------- | ---------------------------------- | -------- | ------- | ------- |
| 2013 | Championnats du monde cadets            | Donetsk                            | 5e       | Poids   | 20,10 m |
| 2013 | Festival olympique de la jeunesse euro. | Utrecht                            | 1er      | Poids   | 22,06 m |
| 2013 | Festival olympique de la jeunesse euro. | Utrecht                            | 2e       | Disque  | 58,35 m |
| 2014 | Championnats du monde juniors           | Eugene                             | 1er      | Poids   | 22,06 m |
| 2014 | Jeux olympiques de la jeunesse          | Nankin                             | 1er      | Poids   | 23,17 m |
| 2015 | Championnats d'Europe en salle          | Prague                             | 6e       | Poids   | 20,46 m |
| 2015 | Championnats d'Europe juniors           | Eskilstuna                         | 1er      | Poids   | 22,62 m |
| 2016 | Championnats du monde en salle          | Portland                           | 4e       | Poids   | 20,53 m |
| 2016 | Championnats d'Europe                   | Amsterdam                          | 4e       | Poids   | 20,58 m |
| 2016 | Championnats du monde juniors           | Bydgoszcz                          | —        | Poids   | DQ      |
| 2016 | Championnats du monde juniors           | Bydgoszcz                          | —        | Disque  | DQ      |
| 2016 | Jeux olympiques                         | Rio de Janeiro                     | finale   | Poids   | NM      |
| 2017 | Championnats d'Europe en salle          | Belgrade                           | 1er      | Poids   | 21,97 m |
| 2017 | Championnats d'Europe par équipes       | Lille                              | 3e       | Poids   | 20,83 m |
| 2017 | Championnats d'Europe espoirs           | Bydgoszcz                          | 1er      | Poids   | 21,59 m |
| 2017 | Championnats du monde                   | Londres                            | 8e       | Poids   | 20,89 m |
| 2017 | Universiade                             | Taipei                             | 2e       | Poids   | 20,16 m |
| 2018 | Circuit mondial en salle de l'IAAF      | Circuit mondial en salle de l'IAAF | 2e       | Poids   | détails |
| 2018 | Championnats du monde en salle          | Birmingham                         | 8e       | Poids   | 20,99 m |
| 2018 | Championnats d'Europe                   | Berlin                             | 2e       | Poids   | 21,66 m |
| 2019 | Universiade                             | Naples                             | 1er      | Poids   | 21,54 m |
| 2019 | Championnats d'Europe espoirs           | Gävle                              | 1er      | Poids   | 21,51 m |
| 2019 | Championnats du monde                   | Doha                               | 6e       | Poids   | 21,46 m |
| 2019 | Jeux mondiaux militaires                | Wuhan                              | 2e       | Poids   | 21,84 m |
| 2020 | Circuit mondial en salle de l'IAAF      | Circuit mondial en salle de l'IAAF | 3e       | Poids   | détails |
| 2022 | Championnats du monde en salle          | Belgrade                           | 10e      | Poids   | 20,79 m |
| 2022 | Championnats d'Europe                   | Munich                             | 6e       | Poids   | 20,74 m |

## Records
| Épreuve                | Épreuve   | Marque        | Lieu     | Date              |
| ---------------------- | --------- | ------------- | -------- | ----------------- |
| Lancer du poids        | Plein air | 22,25 m       | Chorzów  | 14 septembre 2019 |
| Lancer du poids        | En salle  | 22,00 m       | Toruń    | 15 février 2018   |
| Lancer du poids (6 kg) | Plein air | 22,94 m       | Bojanowo | 1er mai 2016      |
| Lancer du poids (6 kg) | En salle  | 22,96 m (EJR) | Spala    | 29 décembre 2016  |
| Lancer du poids (5 kg) | Plein air | 23,17 m       | Nankin   | 24 août 2014      |
| Lancer du poids (5 kg) | En salle  | 24,24 m       | Spala    | 30 décembre 2014  |